# ۹۴۸ (قمری)
۹۴۸ (قمری)، نهصد و چهل و هشتمین سال در گاهشماری هجری قمری است. اول محرم این سال برابر با هفتم مه سال ۱۵۴۱ میلادی است.